# Mesocomys atulyus
Mesocomys atulyus är en stekelart som beskrevs av T.C. Narendran 1995. Mesocomys atulyus ingår i släktet Mesocomys och familjen hoppglanssteklar. Inga underarter finns listade i Catalogue of Life.